# Tympanocryptis lineata
Tympanocryptis lineata — вид ігуаноподібних ящірок родини агамових (Agamidae). Ендемік Австралії. Дослідження 2019 року показало, що цей вид насправді є комплексом видів.

## Поширення і екологія
Tympanocryptis lineata мешкають на Австралійській столичній території та в сусідніх районах Нового Південного Уельсу. Вони живуть на помірних луках. Живляться комахами та іншими безхребетними. Відкладають яйця.